# Cornelis Bloemaert den yngre
Cornelis Bloemaert den yngre,  född omkring 1603 i Utrecht, död den 28 september 1692 i Rom, var en holländsk kopparstickare, son till Abraham Bloemaert och bror till Hendrick Bloemaert.
Bloemaert var elev till Crispin de Passe och han finns representerad vid bland annat Göteborgs konstmuseum.